# R3HDML
R3HDML‏ (R3H domain containing like) هوَ بروتين يُشَفر بواسطة جين R3HDML في الإنسان.